# Lavinia Fontana

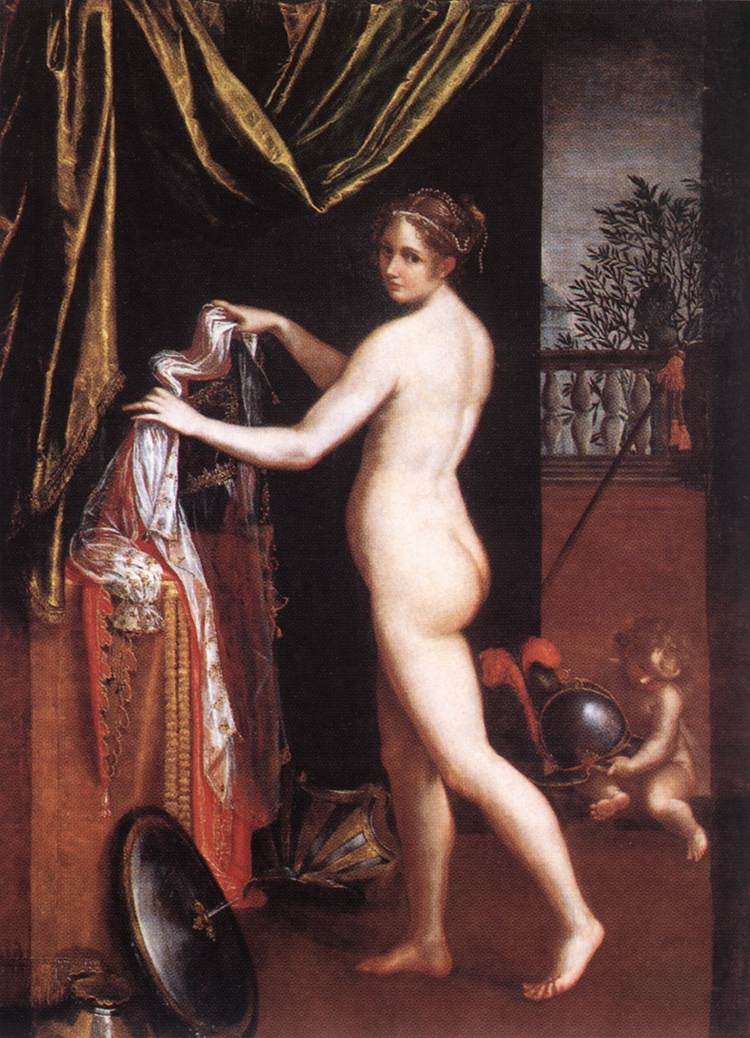
Lavinia Fontana, Minerva kleedt zich aan, 1613, olieverf op doek, Galleria Borghese, Rome.

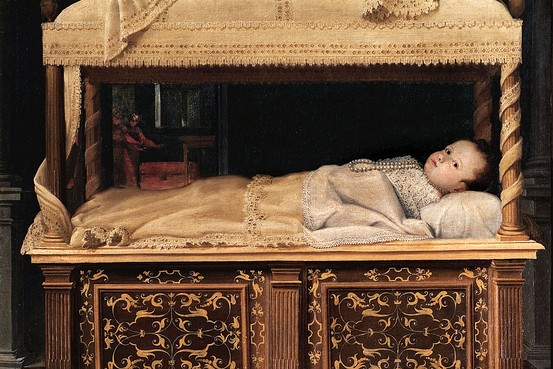
Zuigeling in kribbe (omstreeks 1583).

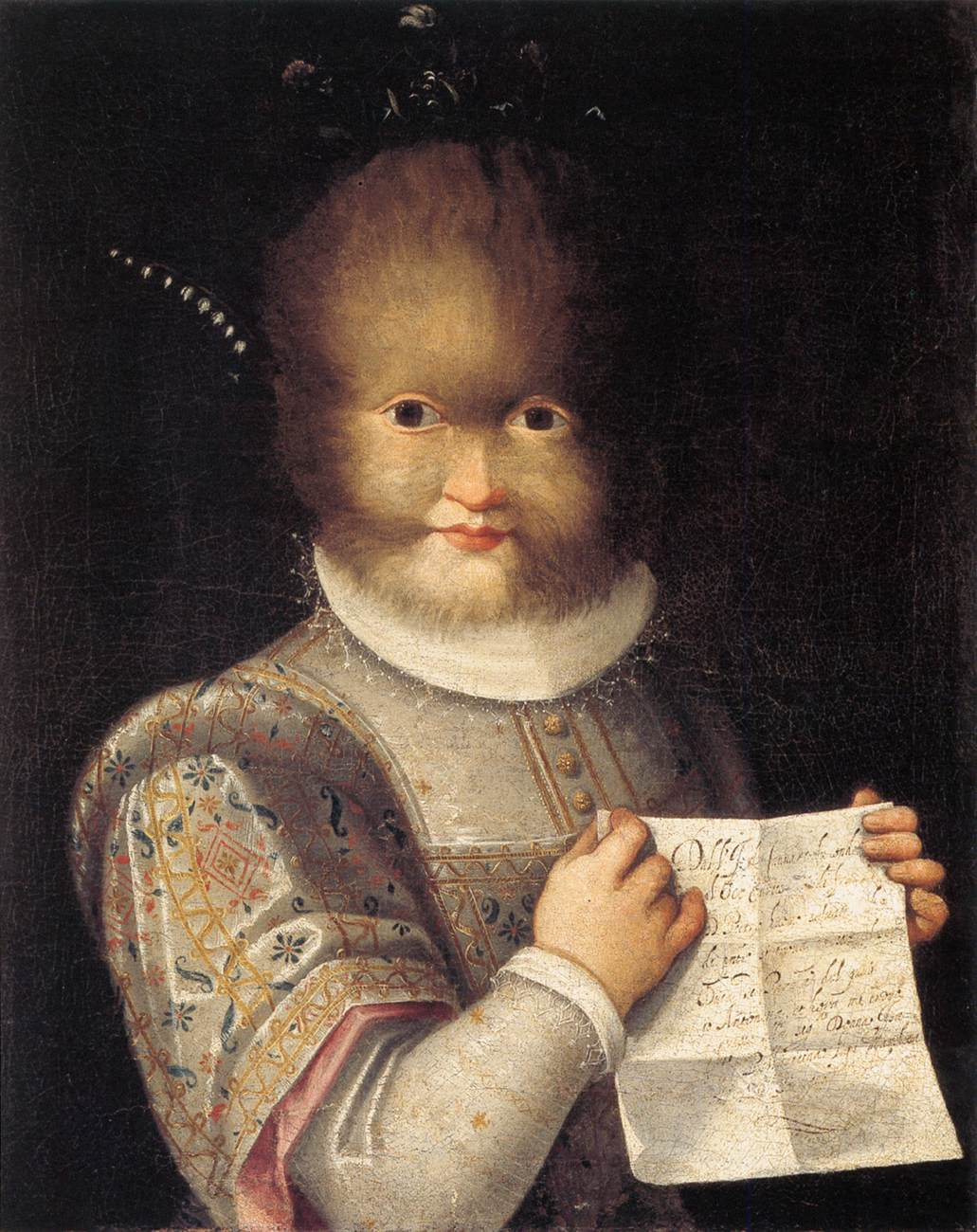
Portret van Antonietta Gonzalez (ca. 1594-95).

Lavinia Fontana (Bologna, 24 augustus 1552 – Rome, 11 augustus 1614) was een kunstschilderes uit de Italiaanse renaissance. Ze wordt als de eerste vrouwelijke kunstenaar beschouwd die net als haar mannelijke collega's buiten hof en klooster werkte. Haar oeuvre omvat meer dan 100 werken en is het grootste van alle vrouwelijke kunstenaars van voor 1700.

## Biografie
Lavinia Fontana werd geboren in Bologna als dochter van de schilder Prospero Fontana, een belangrijke schilder van de Bolognese school. Lavinia leerde het schilderen van haar vader. Haar eerste werk is voor zover bekend Apejong, geschilderd in 1575 toen ze 23 jaar oud was. Hoewel dit werk verloren is gegaan, bestaat er een ander vroeg werk uit 1576, Christus met de Passiesymbolen, te zien in het Cornell Fine Arts Museum.
Ze heeft meerdere genres verkend: ze maakte een tijd kleine devotieschilderijtjes op koper, die gewild waren als pauselijke of diplomatieke geschenken. Later schilderde ze grote doeken met mythologische onderwerpen waar ook soms een vrouwelijk naakt op voor kwam. Hoewel Fontana ook religieuze werken maakte, werd ze vooral gewaardeerd om haar elegante portretten van Bolognese edelvrouwen. Ze schonk veel aandacht aan de detaillering van kleding en juwelen om de persoonlijkheid van de geportretteerden weer te geven. Deze modellen doen zelden iets, hooguit hebben ze een boek vast of aaien ze een hond. Fontana sneed de ruimte af door de hoge rugleuningen van de stoelen en suggestie van draperieën achter de stoel. Terwijl haar stijl in haar jeugd erg leek op die van haar vader, ontwikkelde ze langzaam de stijl van de kunstacademie Accademia degli Incamminati van de familie Carracci, met een sterk quasi-Venetiaans kleurenpalet. 

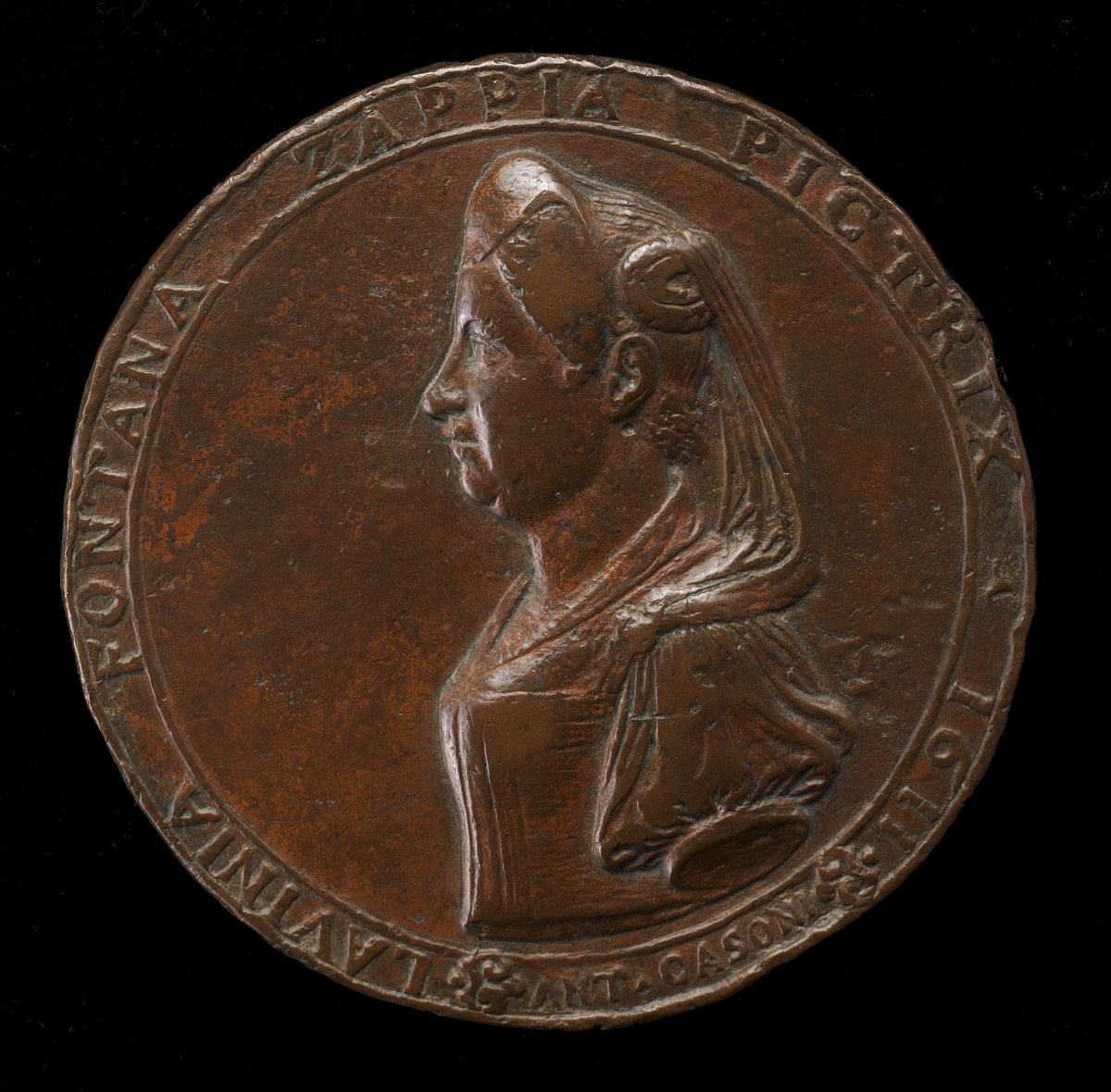
Lavinia Fontana, 1552-1614, Bolognese Schilder door Felice Antonio Casone (1611). National Gallery of Art.

Fontana kreeg vele aanzoeken en trouwde met Paolo Zappi (ook wel Paolo Fappi genoemd) in 1577. Ze kreeg elf kinderen, van wie er maar drie haar overleefden. Ook na haar trouwen bleef zij de kost verdienen met haar schilderwerk. Zappi zag toe op het huishouden en werkte alleen nog in dienst van zijn vrouw. Hij hielp met het schilderen van de minder belangrijke elementen zoals de draperieën in de achtergrond. Fontana verhuisde in 1603 op verzoek van Paus Clemens VIII met haar gezin naar Rome. Ze ontving de patronage van de familie Buoncompagni, waar Paus Gregorius XIII lid van was. Lavinia was net zo'n succes in Rome als in Bologna en Paus Paulus V zat zelfs voor haar model. Ze kreeg veel erkenning: in 1611 sloeg de beeldhouwer en architect Felice Antonio Casoni een munt voor haar, met op de ene zijde een formeel portret en op de andere zijde de kunstenares aan het werk achter de ezel. Op het hoogtepunt van haar roem was Fontana een rijke en gevierde vrouw. Ze gebruikte haar rijkdom onder andere voor het aanleggen van een indrukwekkende collectie van antiek. Ze werd gekozen in de Accademia di San Luca van Rome, en stierf in die stad op 11 augustus 1614.
Sommige van haar portretten, waar ruim voor wordt betaald, zijn ten onrechte toegeschreven aan Guido Reni. Bekendst zijn: Venus, De Heilige Maagd tilt een doek op van het slapende kind Jezus en de Koningin van Sheba bezoekt Salomo. Haar zelfportret - men zegt dat ze in haar jeugd heel mooi was - is wellicht haar meesterwerk. Het is het bezit van de graaf Zappi van Imola, de familie van haar man. Tot nu toe zijn meer dan 100 werken van haar gedocumenteerd, slechts 32 zijn gesigneerd en gedateerd. Er zijn nog 25 schilderijen die toegeschreven kunnen worden aan haar, dat maakt haar oeuvre tot het grootste van alle vrouwelijke kunstenaars van voor 1700. Het kan zijn dat de schilderes Sofonisba Anguissola (1532-1625) invloed heeft gehad op haar loopbaan.

## Belangrijkste werken
- Zelfportret aan het spinet met dienstmeisje (1577) -  Accademia Nazionale di San Luca, Rome
- Wijding aan de maagd - Musée des Beaux-Arts, Marseille, oorspronkelijk Gnetti Kapel, Santa Maria dei Servi, Bologna
- Portret van edelvrouw met schoothond (circa 1595) - Walters Art Museum, Baltimore
- Portret van Gerolamo Mercuriale (circa 1587-1590) -  Walters Art Museum, Baltimore
- Portret van edelvrouw (circa 1580) - National Museum of Women in the Arts, Washington
- Noli me tangere (1581) - Uffizi, Florence
- Hemelvaart van de Maagd met de heiligen Petrus Chrysologus en Cassianus (1584) - Palazzo Comunale, Imola
- Portret van de Coozzadini Familie (1584)  - Pinacoteca Nazionale, Bologna
- Heilige familie (1589) - El Escorial, Bij Madrid
- Geboorte van de Maagd - Santissima Trinità, Bologna
- Portret van een paar (1580–1585) - Cleveland Museum of Art, Cleveland
- Kruisafname (1581) - Cornell Fine Arts Museum,[2] Winter Park, Florida

## Verder lezen
- Brady, Aoife, Babette Bohn, Jonquil O'Reilly (2023). Lavinia Fontana. Trailblazer, Rule Breaker. ISBN 9781911716006.
- Fortunati, Vera (1998). Lavinia Fontana of Bologna (1552-1614). Electa, Milan. ISBN 8843563947.
- Niyazi, Hazan, Lavinia Fontana and the female self-portrait. Gearchiveerd op 2 juni 2013. Geraadpleegd op 29 maart 2013.
- Wasserman, Krystyna, Curator’s Travelogue: Women Artists of Bologna. National Museum of Women in the Arts. Geraadpleegd op 29 maart 2013.